# Epirrhoe islandica
Epirrhoe islandica là một loài bướm đêm trong họ Geometridae.